# Hans Weidel
Hans Weidel (ur. 19 lipca 1903 w Prudniku, zm. 19 września 1985 w Verl) – niemiecki prawnik, działacz nazistowski, sędzia wojskowy.

## Życiorys
Urodził się 19 lipca 1903 w Prudniku (wówczas Neustadt in Oberschlesien) na Górnym Śląsku. Studiował prawo w Monachium i we Wrocławiu. W 1923 wstąpił do NSDAP. W lipcu tego samego roku został asesorem sądowym w Głubczycach. Wkrótce został przyjęty do grona adwokatów. Od stycznia 1933 był członkiem SS. W marcu 1933 został radnym z listy NSDAP w Głubczycach. Został Oberscharführerem w dywizji SS w Opolu. Ponadto był członkiem Luftschutzbund, Bund Deutscher Osten, Reichskolonialbund, NS-Reichskriegerbund, NS-Volkswohlfahrt i branżowej organizacji prawniczej Nationalsozialistischer Rechtswahrerbund.

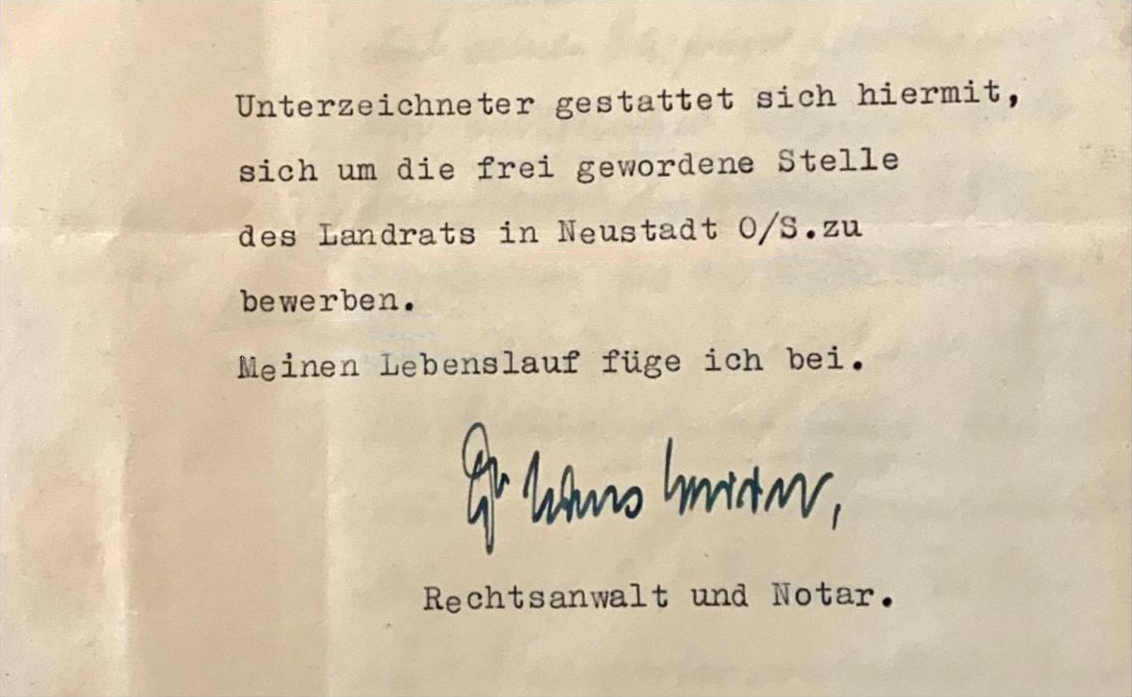
Podanie Weidla o przyjęcie na stanowisko landrata w Prudniku

Bezskutecznie ubiegał się o wakujące stanowisko landrata (starosty) w Prudniku (ówczesny powiat Neustadt O.S.) z rekomendacją nazistowskich osobowości w lutym 1937. Otworzył kancelarię adwokacką w pobliżu ratusza w Prudniku. Kupił udziały w browarze i nieczynnej cementowni, gdzie urządził mieszkania i wynajmował magazyny.

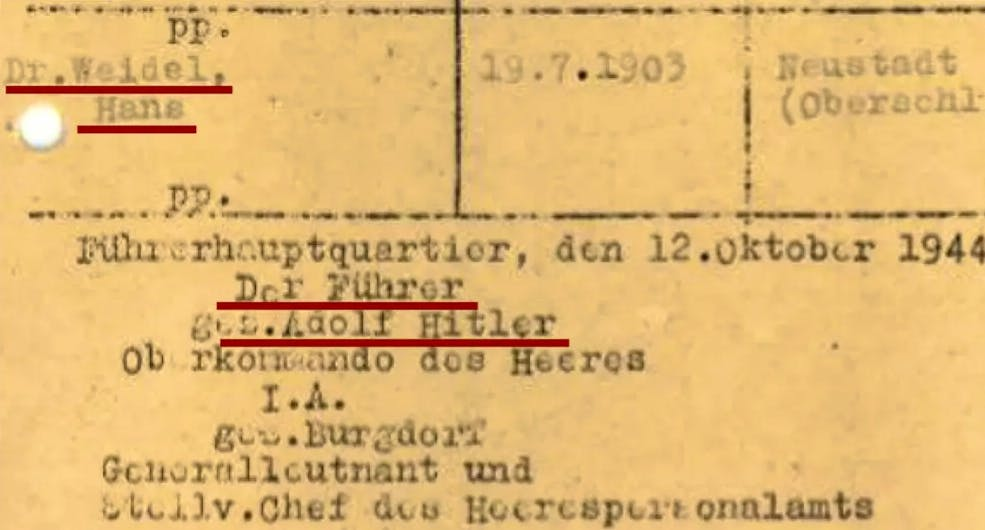
Nominacja Weidla na stanowisko wyższego sędziego sztabowego

Po rozpoczęciu II wojny światowej został wcielony do wojska. W marcu 1941 odbył w Warszawie szkolenie na sędziego wojskowego. Od lipca 1941 był sędzią sądu polowego przy komendanturze warszawskiej, następnie został mianowany sędzią sądu wojennego. 12 października 1944 Adolf Hitler mianował go wyższym sędzią sztabowym, a mianowanie zatwierdzono w głównej kwaterze führera. Był odpowiedzialny za skazywanie przeciwników III Rzeszy.
W maju 1945 zamieszkał z rodziną w Gütersloh w Westfalii. W listopadzie 1948 trybunał w Bielefeld wszczął przeciwko Weidlowi postępowanie o „członkostwo w organizacji uznanej za przestępczą”. Weidel w piśmie do prokuratora Wagnera twierdził, że politycznie był „tylko nieznacznie aktywny”, i że członkiem NSDAP i SS został dopiero wiosną 1933. W rzeczywistości członkiem tych formacji został przed dojściem Hitlera do władzy, a w okresie nazistowskim deklarował lojalność wobec NSDAP: „Jeszcze przed wyborami we wrześniu 1930 r. i nieprzerwanie po nich głosowałem na narodowych socjalistów i zawsze aktywnie wspierałem ten ruch w propagandzie wyborczej”. Na przesłuchaniu w 1948 Weidel zaprzeczał, że wiedział o prześladowaniu ludności żydowskiej przez władze nazistowskie i o zbrodniach popełnionych przez SS, czym przekonał prokuratora do umorzenia postępowania.
Otworzył praktykę adwokacką w Gütersloh. Został przewodniczącym oddziału okręgowego Związku Wypędzonych, ubiegając się o odszkodowanie za swój majątek pozostawiony na Górnym Śląsku. W latach 70. XX wieku historią Weidla interesowały się Państwowy Urząd Śledczy w Düsseldorfie i CID w Hamburgu, jednak próby ścigania karnego nie przyniosły rezultatów i nie postawiono mu zarzutów.

## Życie prywatne
Ożenił się w październiku 1936 z Lucie Plümpe – nauczycielką żeńskiej klasy szkoły rolniczej w Prudniku, która również należała do NSDAP. Jego wnuczką jest Alice Weidel, współprzewodnicząca skrajnie prawicowej partii Alternatywa dla Niemiec.